# Uropeltis dindigalensis
Uropeltis dindigalensis är en ormart som beskrevs av Beddome 1877. Uropeltis dindigalensis ingår i släktet Uropeltis och familjen sköldsvansormar. Inga underarter finns listade i Catalogue of Life.
Arten har två från varandra skilda populationer i låga bergstrakter i södra Indien. Regionen ligger 1200 till 1500 meter över havet. Uropeltis dindigalensis lever i fuktiga lövfällande skogar.
Denna orm besöker även jordbruksmark där den hittades under ett skikt av löv. Honor lägger inga ägg utan föder levande ungar. En kull har 5 till 12 ungar och födslar registrerades i juni.
Arten kan anpassa sig till jordbruk så länge det inte är intensivt. Storskalig turism skulle föreställa ett hot. IUCN listar Uropeltis dindigalensis med kunskapsbrist (DD).